# Falcileptoneta usihanana
Falcileptoneta usihanana là một loài nhện trong họ Leptonetidae.
Loài này thuộc chi Falcileptoneta. Falcileptoneta usihanana được T. Komatsu miêu tả năm 1961.